# ジングルベル

ジングルベルの楽譜

「ジングルベル」（Jingle Bells）は、クリスマスの時期に世界中で歌われているクリスマスソング代表作の一つ。

## 概要

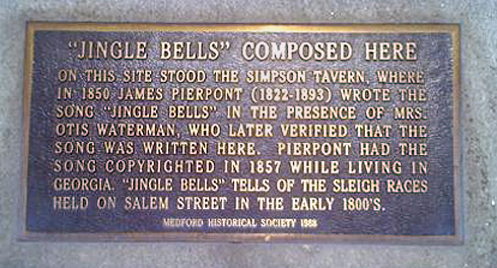
James Pierpont (musician)の碑文

1857年にジョン・モルガンの叔父で牧師のジェームズ・ロード・ピアポントが作詞作曲した歌で、ボストンにある自分の教会の感謝祭のお祝いで歌うために作った。最初につけられた歌の名前は、One Horse Open Sleigh（1頭立ての橇）であった（この原曲は、唱歌「旅愁」の作者ジョン・P・オードウェイに献呈されている）。大変好評であったため、クリスマスでも歌われ、その後アメリカ中に広まっていき、タイトルもジングルベルに変わった。
歌詞の中には宗教的な語句やクリスマスに対する言及がなく、若者たちが冬にソリ(橇)で競争する様子を歌った歌である。4番まであるが、1番とコーラス部分だけが広く歌われている。
2007年11月28日に、「ジングルベル」作曲150年を記念して、松崎しげるら複数アーティストがカバーした「ジングルベル」を収録したアルバム『Jingle All the Way!』が発売された（詳しくは#「Jingle All the Way!」参加歌手参照）。

## 日本語訳詞
日本では1941年（昭和16年）に藤浦洸の訳詞で『青空行けば』（歌：志村道夫）が最初のジングルベルの日本語カバーとされているが、戦時下に発表されたので内容はクリスマスとは程遠いものとなっている。第二次世界大戦後は、宮澤章二の訳詞・庄野正典の訳詞・高田三九三の訳詞・堀内敬三の訳詞・音羽たかしの訳詞・小林純一の訳詞・久野静夫の訳詞・藤村閑夫の訳詞・新沢としひこの訳詞・安西愛子の訳詞など複数の歌詞が発表されている。
1953年には江利チエミ・美空ひばり・雪村いづみのいわゆる「三人娘」がそれぞれ「ジングルベル」をレコード化し、同年だけで各シングルの売上はいずれも3〜4万枚に達した。

## 主なカバー

### 日本以外の歌手・演奏家
- グレン・ミラー
- ビング・クロスビー
- フランク・シナトラ
- ダイアナ・クラール
- ダイアン・リーヴス
- パット・ブーン
- ハウス・オブ・マウス
- ポール・モーリア
- ビリー・ヴォーン
- グリーキャスト
- ミッチ・ミラー合唱団
- ザ・ベンチャーズ
- フランスではフランシス・ブランシュ（英語版）が1948年に自ら訳詞して歌った「Vive Le Vent」として知られる。
- トッポ・ジージョ（声：Peppino Mazzullo。イタリア語で歌唱。1963年、シングル「La Canzone Della Slitta (Jingle Bells)/Bianco Natale (White Christmas)」（日本発売1966年。邦題：「トッポ・ジージョのジングル・ベル/トッポ・ジージョのホワイト・クリスマス」）に収録）
- ザ・ビートマス（アルバム『クリスマス!』収録）
- The Vindictives（7インチシングル『X-mas 7』収録）
- ビービー&シーシー・ワイナンズ（アルバム『First Christmas』収録）
- ブライアン・セッツァー・オーケストラ（アルバム『ブギ・ウギ・クリスマス』収録）
- バリー・マニロウ（アルバム『Because It's Christmas』収録）
- デューク・エリントン
- ミュージカル・グループ・オブケルティック・ウーマン（アルバム『エリーさんのクリスマスの願いを』収録）
- ブラッドリー・ジョセフ（アルバム『Classic Christmas』収録）
- カーペンターズ（アルバム『クリスマス・ポートレイト』収録）
- ボニーM
- リン・ユーチュン（訳詞：宮沢章二。2014年、アルバム『WINTER GIFT 〜リン君からの贈り物〜』収録）

### 日本の歌手・演奏家
| 歌手名                                                 | 訳詞                     | 収録作品 |
| ------------------------------------------------------ | ------------------------ | --- |
| 江利チエミ                                             | 音羽たかし               | 1952年、シングル「サイレント・ナイト/ジングル・ベル」、1953年、シングル「ジングル・ベル/ホワイト・クリスマス」 |
| 美空ひばり                                             | 藤浦洸                   | 1953年、シングル「ジングル・ベル/クリスマス・ワルツ」 |
| 雪村いづみ                                             | 井田誠一                 | 1953年、シングル。裏面はナンシー梅木の「ホーリー・ナイト」。1955年にはアレンジ版「ジングル・ベル・マンボ」（訳詞：井田誠一。シングル。裏面はフランク永井の「グッド・ナイト・スイート・ハート」）としてカバー                                              |
| 大橋節夫とハニーアイランダース                         | 井田誠一                 | 1954年、シングル |
| 三石琴乃、折笠愛、伊倉一恵、篠原恵美、諏訪内晶子       |                          | 1996年、ムービー「エリーさんのクリスマスの願いを」 |
| 古賀さと子                                             | 井田誠一                 | 1954年、シングル「ジングル・ベル/きらめく星よ」、B面は田端典子の歌唱 |
| 近藤圭子                                               | 音羽たかし               | シングル「ジングルベル/サンタ・クロースさんいらっしゃい」、B面は石井玲子の歌唱 |
| 小坂一也とワゴン・マスターズ                           | 服部レイモンド           | 1955年10月、シングル「ジングル・ベルズ/ホワイト・クリスマス」（B面は旗照夫、ダーク・ダックスの歌唱）、1957年発売のコンパクト盤『ジングルベル』 |
| 川田孝子、ゆりかご会                                   | 野上彰                   | 1956年、シングル「たのしいクリスマス/ジングル・ベル」のB面、A面は田端典子の歌唱 |
| 山下敬二郎とレッド・コースターズ                       |                          | 1958年、シングル「敬ちゃんのジングル・ベル」 |
| 田原加奈子、ひまわりキッズ                             |                          | 1998年、ムービー「ケーシィお姉さんのクリスマスソング」 |
| 青柳隆志、水谷優子、島香裕                             |                          | 1999年、ムービー「ミッキーのクリスマスの贈り物」 |
| ザ・ピーナッツ                                         | 音羽たかし               | シングル。1960年録音版（演奏：シックス・ジョーズ）と1962年録音版（演奏：レオン・サンフォニエット）の2種あり。初期録音版は「ジングル・ベルズ」。B面曲は盤によって「サンタクロースがやってくる」「サンタが町にやってくる」「ホワイト・クリスマス」の3種あり |
| 森山加代子                                             | ホセしばさき             | 1960年11月、シングル。裏面は水原弘の「ホワイト・クリスマス」 |
| 北原謙二、スリー・グレイセス                           | 服部レイモンド           | 1961年、シングル。裏面は飯田久彦の「サンタ・クロースがやって来る」 |
| 田代みどり                                             | タカオカンベ（神戸孝夫） | 1961年、シングル「ジングル・ベル/サンタクロースが町に来る」 |
| 坂本九、ダニー飯田とパラダイスキング                   | ホセしばさき             | 1961年11月、シングル「九ちゃんのジングル・ベル/赤鼻のトナカイ」 |
| 弘田三枝子                                             | ホセしばさき             | 1962年、シングル「ミコのジングル・ベル/ブルー・クリスマス」 |
| 中尾ミエ                                               | 井田誠一                 | 1962年、シングル「ジングルベル/ホワイト・クリスマス」 |
| バッキー白片とアロハ・ハワイアンズ                     |                          | シングル「マンボ・ジングルベル/蛍の光」 |
| 梅木マリ                                               | ホセしばさき             | 1962年、シングル「ジングル・ベル/赤鼻のトナカイ」 |
| 後藤久美子                                             | 高田三九三               | 1962年、シングル「ジングル・ベル/ママがサンタにキッスした」 |
| 吉永小百合、アンサンブル・ボッカ                       | 井田誠一                 | 1963年、吉永のシングル「きよしこのよる/ジングルベル」 |
| 鶴岡雅義とトリオ・ロス・カバジェロス                   |                          | 1963年、シングル「ジングル・ベル/きよしこの夜」 |
| 桑原友美                                               |                          | 1963年、『サンタのおじさんがよい子に贈る クリスマスの歌とおはなし』（テイチク、SK-202） |
| 西郷輝彦                                               | 高田三九三               | 1964年、シングル「ジングルベル/きよしこの夜」 |
| クール・キャッツ                                       |                          | 1964年、シングル「ジングル・ベル/ママがサンタにキスした」 |
| 藤木孝                                                 |                          | シングル「ジングル・ベル/聖夜」 |
| 奥村チヨ                                               | ホセしばさき             | 1965年、シングル「ジングル・ベル/赤鼻のトナカイ」 |
| 美樹克彦                                               |                          | 1965年、シングル「ジングルベル/サンタクロースが町に来る」 |
| 川田正子とシンギング・バンビーナ                       | 高田三九三               | 1965年12月15日、『ママとよい子のメリー・クリスマス』（ミュージック・グラフ/MG-4045） |
| ジャッキー吉川とブルー・コメッツ                       |                          | 1965年発表、1966年、シングル「ジングル・ベル/ブルー・クリスマス」。 詳細はジングル・ベル (ジャッキー吉川とブルー・コメッツの曲)を参照 |
| 加山雄三                                               | 堀内敬三                 | 1966年、シングル「ジングル・ベル/ぼくのクリスマス」 |
| 石原裕次郎                                             |                          | 1966年、アルバム『裕次郎のクリスマス・キャロル』収録 |
| 舟木一夫                                               | 丘灯至夫                 | 1966年、シングル「ジングル・ベル/おやすみ恋人よ」 |
| 山田淑子、コロムビアゆりかご会                         | 高田三九三               | 1966年、LP『よいこのクリスマスとお正月』（コロムビア/KKS-20001）に収録 |
| 由美かおる                                             | 高田三九三               | 1967年、シングル「ジングル・ベル/赤鼻のトナカイ」 |
| 小畑ミキ                                               |                          | 1967年、コンパクト盤『ミキのクリスマス』収録。曲名は「ジングル・ベルズ」 |
| 山本リンダ                                             | 小川道雄                 | 1967年、シングル「サンタが町にやってくる/ジングル・ベル」 |
| ピンキーとキラーズ                                     | 音羽たかし               | 1969年、シングル「ピンキラのジングルベル/ホワイト・クリスマス」 |
| ベイビー・ブラザーズ                                   | 音羽たかし               | 1970年10月、シングル「ジングル・ベル/赤鼻のトナカイ」 |
| 富田耕生、大竹宏、田の中勇、永井一郎、はせさん治       | 岩代浩一                 | 1973年、LP『怪獣・クリスマス・お正月』（東芝レコード/TC-7010） |
| フィンガー5                                            | 音羽たかし               | 1973年、シングル「フィンガー5とクリスマス・パーティー」に収録 |
| デストロイヤー                                         |                          | 1974年、シングル「赤鼻のトナカイ/ジングル・ベル」 |
| 香山リカ、ボニージャックス                             | 音羽たかし               | 1974年、コンパクト盤『リカちゃんクリスマス』に収録。曲名は「リカちゃんのジングルベル」 |
| 天地真理                                               |                          | 1974年、 『天地真理オン・ステージ』収録 |
| クリケッツ                                             |                          | 1976年、シングル「ジングルベル/赤鼻のトナカイ」 |
| 東京少年少女合唱隊                                     |                          | 1979年、『楽しいよい子のクリスマス』収録 |
| 柏原よしえ                                             | 音羽たかし               | 1982年11月5日、『よしえのクリスマス』収録 |
| チェリッシュ                                           | 高田三九三               | 1989年、『チェリッシュのたのしいサンタクロース』収録 |
| 少年少女合唱団みずうみ                                 | 岩代浩一                 | 『エンジェルちゃんデラックス/クリスマスとお正月』（東芝レコード/TC-2031）収録 |
| 小鳩くるみ                                             |                          | |
| 和田弘とマヒナスターズ                                 |                          | |
| 山野さと子、コロムビアゆりかご会                       | 宮澤章二                 | |
| 内田順子、森の木児童合唱団                             | 宮澤章二                 | |
| 一城みゆ希                                             |                          | 1994年11月9日、『親子で歌うクリスマス』収録 |
| 矢口真里（モーニング娘。）、アヤカ、松浦亜弥、石井リカ | 小林純一                 | 2001年11月29日発売のアルバム『ザ・童謡ポップス1 クリスマスと冬のうた集』収録 |
| ザ・フォーク・クルセダーズ                             | きたやまおさむ           | 2002年10月30日発売のアルバム『戦争と平和』に収録。曲名は「巌流島」 |
| タンポポ児童合唱団                                     | 宮澤章二                 | アルバム『たのしいクリスマス』収録 |
| ボニージャックス                                       |                          | |
| 馬場祐美、東映児童合唱団                               | 庄司正典                 | フジテレビ系列で毎年クリスマス時期に放送されている『明石家サンタの史上最大のクリスマスプレゼントショー』ではオープニングテーマとして使用されている |
| MUSASHI'S （ムサシーズ）                               |                          | |
| Q;indivi Starring Rin Oikawa                           |                          | アルバム『Winter Celebration』収録 |
| doa                                                    |                          | アルバム『Christmas Non-Stop Carol』収録 |
| 岩男潤子                                               |                          | ミニアルバム『18番街の奇跡』収録 |
| 林原めぐみ                                             | 宮澤章二                 | アルバム『たのしいどうよう』収録 |
| 大和田美帆、今井清隆、伊東えり、原田優一               | 音羽たかし               | 2018年、アルバム『今宵あなたとメリー・クリスマス!』収録 |
| 出口たかし                                             | 宮澤章二                 | 2023年、配信アルバム『うたってあそんで! たかしのキラキラソング3』収録 |
| 村方乃々佳、ことのみ児童合唱団                         | 音羽たかし               | 2023年、配信シングル『ののちゃんと うたおう♪〜ジングルベル』収録 |

#### 「Jingle All the Way!」参加歌手
「Jingle All the Way!」は、様々な歌手が歌った「ジングルベル」を収録したコンピレーションアルバム。2007年11月28日発売。以下、参加歌手。「」内は、曲名。
- 松崎しげる「Jingle Bells」
- サンプラザ中野「ジングルベル〜サンタさんとトナカイさん〜」
- 犬神サーカス団「ジングルベル」
- 山崎バニラ「ジングルベル」
- 浅草ジンタ「オフィシャルサンタのジングルベル」
- 平野綾「ジングルベル」
- TATE「Twinkle Bell」
- 仙台貨物「Jingle All the GAY!」
- PONI-CAMP「Jingle Bells」
- The卍「ジングルベル」
- ドリーミング「ジングルベル」[注 2]
- 市川稔「ジングルベル」

#### アニメ・ゲーム・子供向け番組関連のもの
| 歌手名             | 歌手名              | 作品名                            | 訳詞             | 収録作品 |
| キャラクター名     | 歌手名              | 作品名                            | 訳詞             | 収録作品 |
| ------------------ | ------------------- | --------------------------------- | ---------------- | --- |
| Q太郎              | 曽我町子            | オバケのQ太郎（初代）             | 高田三九三       | 1966年11月10日発売 『オバQクリスマス』（コロムビア盤）収録                                                                                      |
| P子                | 水垣洋子            | オバケのQ太郎（初代）             | 高田三九三       | 1966年11月10日発売 『オバQクリスマス』（コロムビア盤）収録                                                                                      |
| 正ちゃん           | 田上和枝            | オバケのQ太郎（初代）             | 高田三九三       | 1966年11月10日発売 『オバQクリスマス』（コロムビア盤）収録                                                                                      |
| 松島みのり         | 松島みのり          | 怪物くん                          | しばさきそうすけ | 1968年11月発売 『怪物くんのクリスマス』収録 |
| 白石冬美           |                     | 怪物くん                          | しばさきそうすけ | 1968年11月発売 『怪物くんのクリスマス』収録 |
| 大竹宏             |                     | 怪物くん                          | しばさきそうすけ | 1968年11月発売 『怪物くんのクリスマス』収録 |
| 兼本新吾           |                     | 怪物くん                          | しばさきそうすけ | 1968年11月発売 『怪物くんのクリスマス』収録 |
| 玉川さきこ         | 玉川さきこ          | ムーミン                          | 庄野正典         | 1970年12月発売 『ムーミンのクリスマス』収録 |
| 館野令子           |                     | ムーミン                          | 庄野正典         | 1970年12月発売 『ムーミンのクリスマス』収録 |
| 高木均             |                     | ムーミン                          | 庄野正典         | 1970年12月発売 『ムーミンのクリスマス』収録 |
| 高村章子           |                     | ムーミン                          | 庄野正典         | 1970年12月発売 『ムーミンのクリスマス』収録 |
| 西本裕行           |                     | ムーミン                          | 庄野正典         | 1970年12月発売 『ムーミンのクリスマス』収録 |
| 堀絢子             |                     | ムーミン                          | 庄野正典         | 1970年12月発売 『ムーミンのクリスマス』収録 |
| 石毛恭子           | 石毛恭子            | ママとあそぼう!ピンポンパン       |                  | 1973年11月発売 『ピンポンパンのクリスマス』（コロムビア盤） 『クリスマス・ソング』（キャニオン盤）収録                                          |
| 小原乃梨子         | 小原乃梨子          | バーバパパ （1977年版）           | 庄野正典         | 1977年11月発売 『バーバパパのクリスマス たのしいうたとおはなし』収録                                                                            |
| 肝付兼太           |                     | バーバパパ （1977年版）           | 庄野正典         | 1977年11月発売 『バーバパパのクリスマス たのしいうたとおはなし』収録                                                                            |
| 鶴岡弥生           | 鶴岡弥生            | スーキャット                      | 大矢弘子         | 曲名は「スーキャットのジングルベル」 1980年11月発売 『スー・キャット物語 青い風の日』収録                                                       |
| ヨーヨー           |                     | スーキャット                      | 大矢弘子         | 曲名は「スーキャットのジングルベル」 1980年11月発売 『スー・キャット物語 青い風の日』収録                                                       |
| 小山茉美           | 小山茉美            | Dr.スランプ アラレちゃん          | 高田三九三       | 1981年11月発売 『アラレちゃんのクリスマス』収録                                                                                                 |
| 内海賢二           |                     | Dr.スランプ アラレちゃん          | 高田三九三       | 1981年11月発売 『アラレちゃんのクリスマス』収録                                                                                                 |
| 堀絢子             | 堀絢子              | 忍者ハットリくん（アニメ版）      | 高田三九三       | 1982年12月1日発売 『ドラえもんのクリスマス／もうすぐお正月、ハットリくん』収録                                                                  |
| 三田ゆう子         |                     | 忍者ハットリくん（アニメ版）      | 高田三九三       | 1982年12月1日発売 『ドラえもんのクリスマス／もうすぐお正月、ハットリくん』収録                                                                  |
| 緒方賢一           |                     | 忍者ハットリくん（アニメ版）      | 高田三九三       | 1982年12月1日発売 『ドラえもんのクリスマス／もうすぐお正月、ハットリくん』収録                                                                  |
| 神谷明             | 神谷明              | キン肉マン                        | 高田三九三       | 1984年11月発売 『キン肉マンのクリスマス』収録                                                                                                   |
| 松島みのり         |                     | キン肉マン                        | 高田三九三       | 1984年11月発売 『キン肉マンのクリスマス』収録                                                                                                   |
| こおろぎ'73        |                     | キン肉マン                        | 高田三九三       | 1984年11月発売 『キン肉マンのクリスマス』収録                                                                                                   |
| 森みゆき           | 森みゆき            | おかあさんといっしょ              | 音羽たかし       | 1985年発売 『NHKおかあさんといっしょ にこにこぷんのクリスマス』（カセットテープ。NHKサービスセンター・ポリドール/15CX-3719）収録                |
| 坂田おさむ         |                     | おかあさんといっしょ              | 音羽たかし       | 1985年発売 『NHKおかあさんといっしょ にこにこぷんのクリスマス』（カセットテープ。NHKサービスセンター・ポリドール/15CX-3719）収録                |
| 堀江美都子         | 堀江美都子          | 愛少女ポリアンナ物語              | 宮澤章二         | 1986年11月1日発売 『ポリアンナのクリスマス』収録                                                                                                |
| ドリーミング       | ドリーミング        | それいけ!アンパンマン             | 宮澤章二         | 1989年録音 |
| じゃじゃまる       | 肝付兼太            | にこにこぷん                      |                  | 1988年11月26日発売 『にこにこぷんのクリスマス』（8cmミニアルバム）収録                                                                          |
| ぴっころ           | 横沢啓子            | にこにこぷん                      |                  | 1988年11月26日発売 『にこにこぷんのクリスマス』（8cmミニアルバム）収録                                                                          |
| ぽろり             | 中尾隆聖            | にこにこぷん                      |                  | 1988年11月26日発売 『にこにこぷんのクリスマス』（8cmミニアルバム）収録                                                                          |
| 神崎ゆう子         | 神崎ゆう子          | おかあさんといっしょ              | 音羽たかし       | |
| 坂田おさむ         |                     | おかあさんといっしょ              | 音羽たかし       | |
| 野原しんのすけ     | 矢島晶子            | クレヨンしんちゃん                | AIKO             | 曲名は「しんちゃんのジングル・ベル'93」 1993年11月28日発売 『クレヨンしんちゃん クリスマス&お正月』収録                                         |
| 野原みさえ         | ならはしみき        | クレヨンしんちゃん                | AIKO             | 曲名は「しんちゃんのジングル・ベル'93」 1993年11月28日発売 『クレヨンしんちゃん クリスマス&お正月』収録                                         |
| 綾瀬はるか         | 綾瀬はるか          | Mr. インクレディブル              |                  | 2009年、ムービー、ダッシュパーのクリスマスアイススケートショー、2010年、ムービー、ヴァイオレットのクリスマスセレブレーション                    |
| 海鋒拓也           |                     | Mr. インクレディブル              |                  | 2009年、ムービー、ダッシュパーのクリスマスアイススケートショー、2010年、ムービー、ヴァイオレットのクリスマスセレブレーション                    |
| 三浦友和           |                     | Mr. インクレディブル              |                  | 2009年、ムービー、ダッシュパーのクリスマスアイススケートショー、2010年、ムービー、ヴァイオレットのクリスマスセレブレーション                    |
| 黒木瞳             |                     | Mr. インクレディブル              |                  | 2009年、ムービー、ダッシュパーのクリスマスアイススケートショー、2010年、ムービー、ヴァイオレットのクリスマスセレブレーション                    |
| タンポポ児童合唱団 | タンポポ児童合唱団  | ミッフィー                        | 宮澤章二         | ミッフィーCDシリーズ |
| 速水けんたろう     | 速水けんたろう      | おかあさんといっしょ              |                  | 「クリスマス・メドレー」の1曲として収録 1995年10月20日発売 『NHKおかあさんといっしょ みんなでクリスマス』収録                                   |
| 茂森あゆみ         |                     | おかあさんといっしょ              |                  | 「クリスマス・メドレー」の1曲として収録 1995年10月20日発売 『NHKおかあさんといっしょ みんなでクリスマス』収録                                   |
| ミッキーマウス     | 青柳隆志            | ハウス・オブ・マウス              |                  | 「クリスマス・メドレー」の1曲として収録 2002年11月8日発売 『ミッキーのマジカル・クリスマス／雪の日のゆかいなパーティー』』日本語吹き替え版 収録 |
| ミニーマウス       | 水谷優子            | ハウス・オブ・マウス              |                  | 「クリスマス・メドレー」の1曲として収録 2002年11月8日発売 『ミッキーのマジカル・クリスマス／雪の日のゆかいなパーティー』』日本語吹き替え版 収録 |
| グーフィー         | 島香裕              | ハウス・オブ・マウス              |                  | 「クリスマス・メドレー」の1曲として収録 2002年11月8日発売 『ミッキーのマジカル・クリスマス／雪の日のゆかいなパーティー』』日本語吹き替え版 収録 |
| 水谷優子           | 水谷優子            | ハウス・オブ・マウス              |                  | 「最高のクリスマス」の1曲として収録 2002年11月8日発売 『ミッキーのマジカル・クリスマス/雪の日のゆかいなパーティー』日本語吹き替え版 収録        |
| 島香裕             |                     |                                   |                  | 「最高のクリスマス」の1曲として収録 2002年11月8日発売 『ミッキーのマジカル・クリスマス/雪の日のゆかいなパーティー』日本語吹き替え版 収録        |
| 岸祐二             | 岸祐二              | 激走戦隊カーレンジャー            | 宮澤章二         | 曲名は「ジングルベル〜フルアクセル・ヴァージョン」 1996年11月1日発売 『激走戦隊カーレンジャー Merry Xmas！ from CARRANGER』収録                 |
| 増島愛浩           |                     | 激走戦隊カーレンジャー            | 宮澤章二         | 曲名は「ジングルベル〜フルアクセル・ヴァージョン」 1996年11月1日発売 『激走戦隊カーレンジャー Merry Xmas！ from CARRANGER』収録                 |
| 福田佳弘           |                     | 激走戦隊カーレンジャー            | 宮澤章二         | 曲名は「ジングルベル〜フルアクセル・ヴァージョン」 1996年11月1日発売 『激走戦隊カーレンジャー Merry Xmas！ from CARRANGER』収録                 |
| 本橋由香           |                     | 激走戦隊カーレンジャー            | 宮澤章二         | 曲名は「ジングルベル〜フルアクセル・ヴァージョン」 1996年11月1日発売 『激走戦隊カーレンジャー Merry Xmas！ from CARRANGER』収録                 |
| 来栖あつこ         |                     | 激走戦隊カーレンジャー            | 宮澤章二         | 曲名は「ジングルベル〜フルアクセル・ヴァージョン」 1996年11月1日発売 『激走戦隊カーレンジャー Merry Xmas！ from CARRANGER』収録                 |
| まるたまり         |                     | 激走戦隊カーレンジャー            | 宮澤章二         | 曲名は「ジングルベル〜フルアクセル・ヴァージョン」 1996年11月1日発売 『激走戦隊カーレンジャー Merry Xmas！ from CARRANGER』収録                 |
| 久川綾             | 久川綾              | 美少女戦士セーラームーンSuperS    | 宮澤章二         | 1995年12月1日発売 『美少女戦士セーラームーンSuperS Christmas For You』収録                                                                      |
| 菅原祥子           | 菅原祥子            | もっと!ときめきメモリアル         |                  | 1997年11月21日発売 『ときめきメモリアル ファンタスティック・クリスマスパーティー』収録                                                          |
| 黒崎彩子           |                     | もっと!ときめきメモリアル         |                  | 1997年11月21日発売 『ときめきメモリアル ファンタスティック・クリスマスパーティー』収録                                                          |
| 川口雅代           |                     | もっと!ときめきメモリアル         |                  | 1997年11月21日発売 『ときめきメモリアル ファンタスティック・クリスマスパーティー』収録                                                          |
| きらめき合唱隊     |                     | もっと!ときめきメモリアル         |                  | 1997年11月21日発売 『ときめきメモリアル ファンタスティック・クリスマスパーティー』収録                                                          |
| 春風どれみ         | 千葉千恵巳          | おジャ魔女どれみ                  | 音羽たかし       | 1999年11月21日発売 『おジャ魔女CDくらぶ その7 MAHO堂のおジャ魔女クリスマスカーニバル!!』収録                                                    |
| 藤原はづき         | 秋谷智子            | おジャ魔女どれみ                  | 音羽たかし       | 1999年11月21日発売 『おジャ魔女CDくらぶ その7 MAHO堂のおジャ魔女クリスマスカーニバル!!』収録                                                    |
| 妹尾あいこ         | 松岡由貴            | おジャ魔女どれみ                  | 音羽たかし       | 1999年11月21日発売 『おジャ魔女CDくらぶ その7 MAHO堂のおジャ魔女クリスマスカーニバル!!』収録                                                    |
| 高石タケル         | 山本泰輔            | デジモンアドベンチャー02          | 宮澤章二         | 2000年11月2日発売 『デジモンアドベンチャー02 クリスマスファンタジー』                                                                           |
| 火田伊織           | 浦和めぐみ          | デジモンアドベンチャー02          | 宮澤章二         | 2000年11月2日発売 『デジモンアドベンチャー02 クリスマスファンタジー』                                                                           |
| 田中真弓           | 田中真弓            | ONE PIECE                         | 藤林聖子         | 曲名は「歌え!クリスマス〜ジングルベル」。 2004年11月25日発売 『ワンピースのクリスマス』収録                                                     |
| 中井和哉           |                     | ONE PIECE                         | 藤林聖子         | 曲名は「歌え!クリスマス〜ジングルベル」。 2004年11月25日発売 『ワンピースのクリスマス』収録                                                     |
| 岡村明美           |                     | ONE PIECE                         | 藤林聖子         | 曲名は「歌え!クリスマス〜ジングルベル」。 2004年11月25日発売 『ワンピースのクリスマス』収録                                                     |
| 山口勝平           |                     | ONE PIECE                         | 藤林聖子         | 曲名は「歌え!クリスマス〜ジングルベル」。 2004年11月25日発売 『ワンピースのクリスマス』収録                                                     |
| 平田広明           |                     | ONE PIECE                         | 藤林聖子         | 曲名は「歌え!クリスマス〜ジングルベル」。 2004年11月25日発売 『ワンピースのクリスマス』収録                                                     |
| 大谷育江           |                     | ONE PIECE                         | 藤林聖子         | 曲名は「歌え!クリスマス〜ジングルベル」。 2004年11月25日発売 『ワンピースのクリスマス』収録                                                     |
| 山口由里子         |                     | ONE PIECE                         | 藤林聖子         | 曲名は「歌え!クリスマス〜ジングルベル」。 2004年11月25日発売 『ワンピースのクリスマス』収録                                                     |
| 矢尾一樹           |                     | ONE PIECE                         | 藤林聖子         | 曲名は「歌え!クリスマス〜ジングルベル」。 2004年11月25日発売 『ワンピースのクリスマス』収録                                                     |
| ガッシュ・ベル     | 大谷育江            | 金色のガッシュベル!!              | 宮澤章二         | 2004年11月26日発売 『金色のガッシュベル!! キャラクターソングデュエットシリーズ LEVEL.1』収録                                                    |
| ティオ             | 釘宮理恵            | 金色のガッシュベル!!              | 宮澤章二         | 2004年11月26日発売 『金色のガッシュベル!! キャラクターソングデュエットシリーズ LEVEL.1』収録                                                    |
| キャンチョメ       | 菊池正美            | 金色のガッシュベル!!              | 宮澤章二         | 2004年11月26日発売 『金色のガッシュベル!! キャラクターソングデュエットシリーズ LEVEL.1』収録                                                    |
| エルモ             | 松本健太            | セサミストリート （テレビ東京版） |                  | 2005年11月16日発売 『ハッピー! セサミストリート クリスマス』収録                                                                                |
| ティーナ           | 水城レナ            | セサミストリート （テレビ東京版） |                  | 2005年11月16日発売 『ハッピー! セサミストリート クリスマス』収録                                                                                |
| ビッグバード       | 鶴岡聡              | セサミストリート （テレビ東京版） |                  | 2005年11月16日発売 『ハッピー! セサミストリート クリスマス』収録                                                                                |
| クッキーモンスター | 菊地慧              | セサミストリート （テレビ東京版） |                  | 2005年11月16日発売 『ハッピー! セサミストリート クリスマス』収録                                                                                |
| モジャボ           | 田中英樹            | セサミストリート （テレビ東京版） |                  | 2005年11月16日発売 『ハッピー! セサミストリート クリスマス』収録                                                                                |
| アーサー           | 竹田佳央里          | セサミストリート （テレビ東京版） |                  | 2005年11月16日発売 『ハッピー! セサミストリート クリスマス』収録                                                                                |
| 東京少年少女合唱隊 |                     | セサミストリート （テレビ東京版） |                  | 2005年11月16日発売 『ハッピー! セサミストリート クリスマス』収録                                                                                |
| マイメロディ       | 佐久間レイ          | おねがいマイメロディ すっきり♪    | 宮澤章二         | 2007年12月5日発売 『おねがいマイメロディ クリスマすっきり♪』収録                                                                                |
| 夢野歌             | 片岡あづさ          | おねがいマイメロディ すっきり♪    | 宮澤章二         | 2007年12月5日発売 『おねがいマイメロディ クリスマすっきり♪』収録                                                                                |
| 桃園ラブ           | 沖佳苗              | フレッシュプリキュア!             | 六ツ見純代       | 曲名は「プリキュア☆ハッピー☆クリスマス」。 2009年11月26日発売 『フレッシュプリキュア! ボーカルアルバム2 〜笑顔のおくりもの〜』収録              |
| ヤング・フレッシュ |                     | フレッシュプリキュア!             | 六ツ見純代       | 曲名は「プリキュア☆ハッピー☆クリスマス」。 2009年11月26日発売 『フレッシュプリキュア! ボーカルアルバム2 〜笑顔のおくりもの〜』収録              |
| 松原美香           | 松原美香            | しまじろう ヘソカ                 | 音羽たかし       | 曲名は「パパとママへのジングルベル」 2011年に音楽配信で発売 2012年3月28日発売 『しまじろう うた・ダンス ヒットソングコレクション2』収録         |
| 横山だいすけ       | 横山だいすけ        | おかあさんといっしょ              | 音羽たかし       | 2016年6月1日発売 『おかあさんといっしょ とっておきのこどものうた』収録                                                                          |
| 三谷たくみ         |                     | おかあさんといっしょ              | 音羽たかし       | 2016年6月1日発売 『おかあさんといっしょ とっておきのこどものうた』収録                                                                          |
| ポッピーピポパポ   | 松田るか            | 仮面ライダーエグゼイド            | ポッピーピポパポ | 曲名は「ピンプルペル」 2017年8月16日発売 『仮面ライダーエグゼイド TV主題歌&挿入歌 ベストソングコレクション』収録                                |
| ももくろちゃんZ    | ももいろクローバーZ | とびだせ!ぐーちょきぱーてぃー     | 宮澤章二         | 2021年5月5日発売 『ももくろちゃんZ どうようコレクション』収録                                                                                   |

## 歌詞
1番
Dashing through the snow, in a one-horse open sleigh,
O'er the fields we go, laughing all the way.
Bells on bob-tails ring, making spirits bright,
What fun it is to ride and sing a sleighing song tonight.
コーラス
Jingle bells, jingle bells, jingle all the way!
Oh what fun it is to ride in a one-horse open sleigh.
Jingle bells, jingle bells, jingle all the way!
Oh what fun it is to ride in a one-horse open sleigh.
2番
A day or two ago I thought I'd take a ride
And soon Miss Fanny Bright was seated by my side
The horse was lean and lank misfortune seemed his lot
We ran into a drifted bank and there we got upsot
3番
A day or two ago the story I must read
I went out on the snow and on my back I stand
A gent was riding by in a one-horse open sleigh
He laughed at me as sprawling lay but quickly drove away
4番
Now the ground is white go it while you're young
Take the girls along and sing this sleighing song
Just bet a bobtailed bay two-forty as his speed
Hitch him to an open sleigh and snap! You'll take the lead

### 解説
1番は雪の中を橇で走り行く楽しさを歌っている。2番では女の子を誘って、2人で乗っていたが、雪の塊に突っ込み、橇をひっくり返してしまう。3番では、数日前に橇をひっくり返してしまい、近くを橇で通りかかった人に笑われてしまったことを本人が語っている。4番では、再び女の子を誘い、友達とスピードを競い合い、賭けに興じている。

## 替え歌
雛祭りの歌「うれしいひなまつり」と同じように、無数の替え歌が作られており、次のように始めの歌詞を作り変えているものが有名である。この後にも銃をモチーフにした替え歌が続く。
Jingle bells, shotgun shells
訳
ジングルベル、ショットガン・シェルズ（弾）
他にはアメリカのスーパーヒーローを歌詞に歌いこんだものが、アメリカの小学生の間で受け継がれている。このバージョンは1960年代半ばから知られるようになった 。歌詞中のロビンは、鳥の名前とキャラクターの名前を引っ掛けてある。このバージョンはテレビ番組で歌われることがあり、アメリカで1992年（日本放送は1993年）に放送された『バットマン』の「メリークリスマス ジョーカー!」ではジョーカーが歌い、『ザ・シンプソンズ』の「シンプソン家のクリスマス」という回ではバート・シンプソンが歌った。映画『プリズナーズ』の劇中でも歌われる。
また、このバージョンからさらに派生したバージョンも存在する。  
Jingle bells, Batman smells,
Robin laid an egg,
the Batmobile lost a wheel
and the Joker got away.
訳
ジングルベル、バットマンくさい
ロビンはもっとくさい（直訳：卵を産んだ）
バットモービルの車輪が外れて
ジョーカー逃げた
替え歌とは少し違うものの、デンマークの音楽家カール・ワイズマン（Carl Weismann）とドン・チャールズ（Don Charles）が、1955年に犬の鳴き声のテープを使って（「シンギング・ドッグス」名義）ジングルベルの歌を作り上げたものも有名になっている。アメリカでは1972年にビルボード誌のクリスマス・チャートで1位を獲得した。日本では1972年にRCAレコードから「わんちゃんのジングル・ベル」（カール・ワイズマン（指揮）、わんわん合唱団、SS-2222(M)）として発売され、その年だけで5万枚を売り上げた。